# Flor Núñez
Flor Núñez, właśc. Flor Eloína Núñez Mendoza (ur. 3 maja 1953  w Caracas, Wenezuela) – aktorka pochodzenia wenezuelskiego.
Znana głównie ze swoich ról w telenowelach. W Polsce znana z seriali Pogarda (1991), Niezapomniana (1996) i Twarz Analiji (2008-2009).

## Filmografia
- "11-11 en mi cuadra nada cuadra"  (2013) jako Doña Consuelo
- "El rostro de Analía" (Twarz Analiji) (2008-2009) jako Agustina Moncada
- "Mi prima ciela" (2007) jako Gimena Ávila
- "Dueña y señora" (2006) jako Ivana
- "Las combatientes" (2004) jako Laura
- "Psicosis" (2003)
- "La soberana" (2001) jako Águeda Ozores
- "Calypso" (1999) jako Otilia Gades
- "Enséñame a querer" (1998) jako Misia Flor
- "María de los Ángeles" (1997) jako Rosalinda Basanta
- "La inolvidable" (Niezapomniana) (1996) jako Jacinta Leal
- "De oro puro" (1993) jako Auriselvia Luzardo
- "El desprecio" (Pogarda) (1991) jako Pastora
- "Disparen a matar" (1990) jako Nancy
- "Píntalo de negro" (1989)
- "Yara prohibida" (1988)
- "Mariposas S.A." (1986)
- "Las amazonas" (1985) jako Consuelo
- "Diles que no me maten" (1985)
- "Ya Koo" (1985)
- "Mi mejor amiga" (1981)
- "Buenos días, Isabel"(1980) jako Isabel
- "Emilia" (1979) jako Leticia
- "María del Mar" (1978) jako Inicencia
- "La zulianita" (1977) jako Aide